# Elmira Alembekova
Elmira Shamilievna Alembekova (en russe : Эльмира Шамильевна Алембекова), née le 30 juin 1990 à Saransk, est une athlète russe, spécialiste de la marche athlétique.

## Biographie
Elle porte son record sur 20 km marche à 1 h 24 min 47 s à Sotchi le 27 février 2015 et remporte la Coupe d'Europe de marche 2015 à Murcie devant Eleonora Giorgi.
Elle fait partie du groupe de marcheurs de Saransk entraînés par Viktor Chegin, suspendu pour avoir dopé nombre de ses athlètes à l'EPO. Elle n'est pas sélectionnée pour les Championnats du monde à Pékin en attendant que l'IAAF ne tranche à son sujet. Elle est suspendue 4 ans, jusqu'au 16 juillet 2019.

## Palmarès
| Date | Compétition           | Lieu   | Résultat | Épreuve      | Performance     |
| ---- | --------------------- | ------ | -------- | ------------ | --------------- |
| 2014 | Championnats d'Europe | Zurich | 1re      | 20 km marche | 1 h 27 min 56 s |